# Mitică Popescu (film)
 Mitică Popescu  este un film românesc din 1984 regizat de Manole Marcus și inspirat din piesa omonimă a scriitorului Camil Petrescu. Rolurile principale au fost interpretate de actorii Micaela Caracaș, Mircea Jida și Remus Mărgineanu.

## Distribuție
Distribuția filmului este alcătuită din:
- Micaela Caracaș — Georgeta Demetriad, patroana Băncii Perseverența
- Mircea Jida — Mitică Popescu, contabil la Banca Perseverența
- Remus Mărgineanu — Nae Georgescu, subsecretar de stat la Ministerul Industriei și Comerțului
- Constantin Dinulescu — prof. Vasile Bernigrădeanu, speculant de război
- Tudorel Filimon — Jean Goldenberg, funcționar la Banca Perseverența
- Emilia Dobrin-Besoiu — Ana, sora lui Mitică Popescu
- Julieta Szönyi — Angela, funcționară la Banca Perseverența
- Mircea Belu — George Moncea, intermediarul prof. Bernigrădeanu
- George Paul Avram — Toni Todosiu, curtezanul patroanei
- Eugen Popescu — Valtezeanu, directorul Băncii Perseverența
- Ovidiu Schumacher — prietenul șomer al lui Mitică Popescu
- Lucia Boga — Sonia, prietena patroanei
- Maria Dumitrache-Caraman
- Tania Filip — slujnica din casa patroanei
- Gheorghe Tomescu — Stuparu, subdirectorul băncii
- Mirela Voiculescu
- Carmen Ionescu
- Cicerone Ionescu
- Luminița Gheorghiu
- Mircea Crețu
- Anca Alexandra
- Ana Scarlat
- Valentin Vlădăreanu
- Oana Solomonescu
- Tică Popescu — fiul Anei

## Primire
Filmul a fost vizionat de 1.646.155 de spectatori în cinematografele din România, după cum atestă o situație a numărului de spectatori înregistrat de filmele românești de la data premierei și până la data de 31 decembrie 2014 alcătuită de Centrul Național al Cinematografiei.